# メルパルク大阪
メルパルク大阪（メルパルクおおさか）は、大阪府大阪市淀川区宮原にあった複合施設である。旧称：大阪郵便貯金会館（おおさかゆうびんちょきんかいかん）。

## 概要
旧郵政省により、郵便貯金の普及・宣伝活動を行うことを目的として1970年11月に同市天王寺区上本町に設置。当時は郵便貯金会館第一号であった。1990年10月に現在地に移転した。
施設内には1010席収容のホールがあり、ミュージカルやコンサートなどのイベントに対応。またホテルは162室あり、東海道・山陽新幹線・JR線・地下鉄御堂筋線新大阪駅に程近い。
偶数年のスポーツの日に開催される日本ボディビル選手権大会（日本ボディビル・フィットネス連盟主催）も当会場で開催されていた。
2007年の郵政民営化にあたり、他の全国の郵便貯金会館と共に所有権が日本郵政に移動、愛称であった「メルパルク大阪」が正式名称になった。その後は日本郵政の直営事業として運営されていたが、2008年10月にワタベウェディングと定期建物賃貸借契約を結び（施設保有権は日本郵政のまま）、その傘下の運営子会社「株式会社メルパルク」に運営が移管された。しかし日本郵政不動産との契約満了により2023年12月31日に営業終了。同時にホールも閉館。なおメルパルク大阪局も1月19日をもって閉鎖。1月22日に新大阪駅北郵便局として移転。